# ژیل مارینی
ژیل مارینی (فرانسوی: Gilles Marini‎؛ زادهٔ ۲۶ ژانویهٔ ۱۹۷۶) یک هنرپیشه اهل فرانسه است. وی از سال ۲۰۰۵ میلادی تاکنون مشغول فعالیت بوده‌است.
از فیلم‌ها یا برنامه‌های تلویزیونی که وی در آن نقش داشته است می‌توان به سکس و شهر، خدمتکاران حیله‌گر و تمام آرزوهای من
و سریال تین ولف اشاره کرد.